# Щавелевая кислота

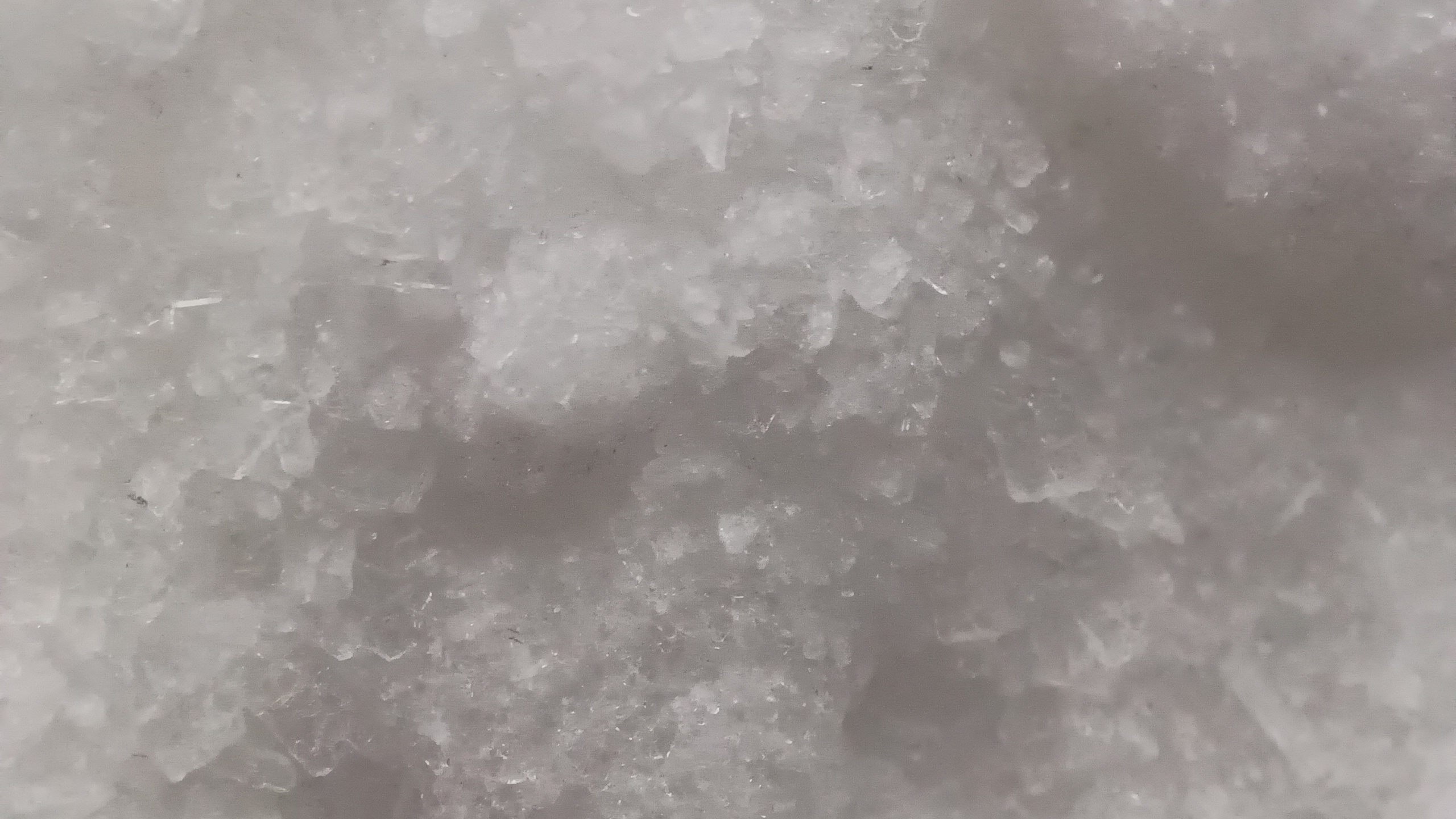
Кристаллы дигидрата щавелевой кислоты в приближении

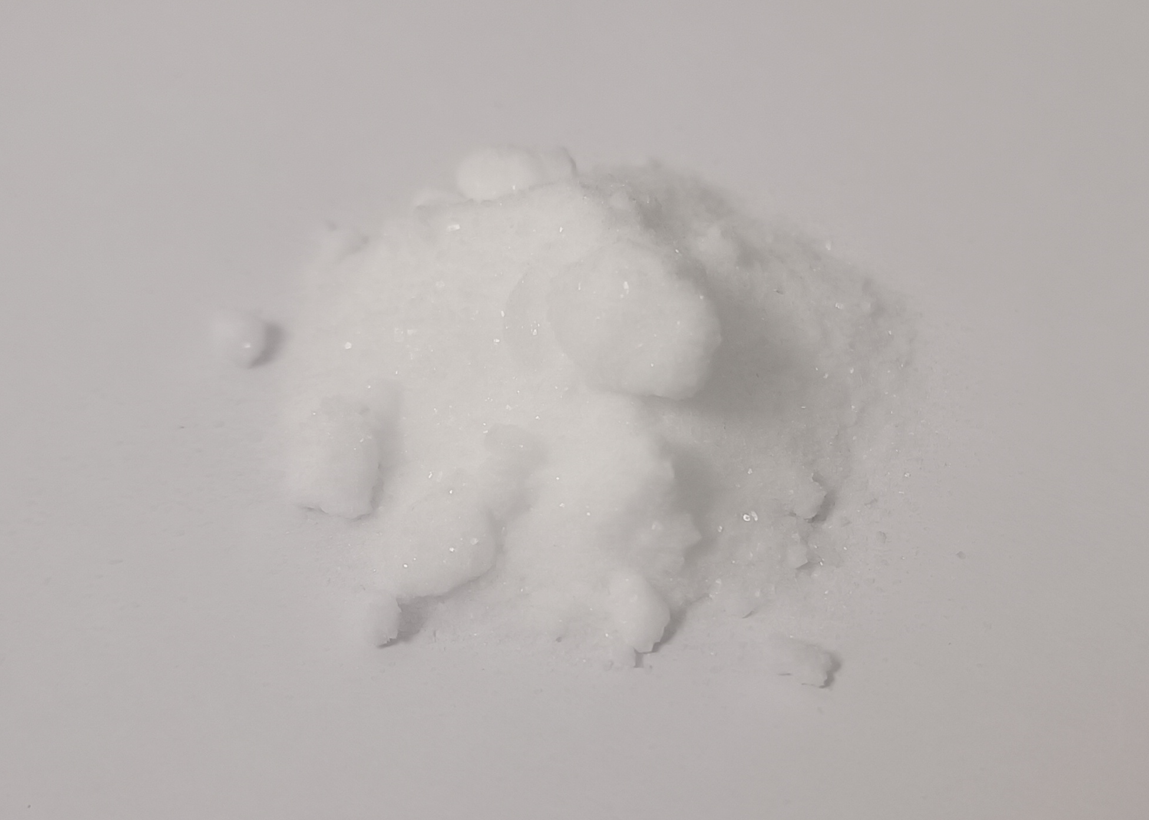
Горсть кристаллов дигидрата щавелевой кислоты

Щаве́левая кислота (этандио́вая кислота; лат. Acidum oxalicum; химическая формула {\displaystyle {\ce {C2H2O4}}}, или {\displaystyle {\ce {HOOC-COOH}}}) — органическая кислота средней силы, относящаяся к классу предельных карбоновых кислот. Является простейшей двухосновной карбоновой кислотой.
При стандартных условиях щавелевая кислота — это двухосновная предельная карбоновая кислота, представляющая собой кристаллическое вещество белого цвета.
Соли и сложные эфиры щавелевой кислоты называются оксала́тами.

## История
Получение солей щавелевой кислоты из растений было известно по крайней мере с 1745 года, когда голландский ботаник и врач Герман Бургаве выделил её соль из растения кислица (лат. Óxalis). К 1773 году Франсуа Пьер Савари из Фрибура, Швейцария, выделил щавелевую кислоту из её калиевой соли, содержащейся в щавеле. В 1776 году шведские химики Карл Вильгельм Шееле и Торберн Улаф Бергман получили щавелевую кислоту путём взаимодействия сахарозы с концентрированной азотной кислотой. Шееле назвал образующуюся кислоту «сахарная кислота». К 1784 году Шееле показал, что «сахарная кислота» и щавелевая кислота из природных источников идентичны.
Впервые щавелевая кислота синтезирована в 1824 году немецким химиком Фридрихом Вёлером из дициана.

## Нахождение в природе
В природе содержится в щавеле, ревене, карамболе и некоторых других растениях в свободном виде и в виде оксалатов калия и кальция.

## Получение
В промышленности щавелевую кислоту получают окислением углеводов, спиртов и гликолей смесью азотной и серной кислот в присутствии {\displaystyle {\ce {V2O5}}}, либо окислением этилена и ацетилена азотной кислотой в присутствии хлорида палладия(II) или нитрата палладия(II), а также окислением пропилена жидким диоксидом азота. Например, в лабораторной практике, реактив, соответствующий квалификации ч. д. а. («чистый для анализа»). можно получить с помощью окисления сахарозы азотной кислотой по реакции:
{\displaystyle {\ce {C12H22O11 + 36HNO3 -> 6H2C2O4 + 36NO2 ^ + 23H2O}}}
Перспективен способ получения щавелевой кислоты из оксида углерода(II) и едкого натра через образование формиата натрия, который затем превращают в оксалат натрия при высокой температуре (в присутствии щелочного катализатора), при обработке которого более сильными кислотами получается щавелевая кислота:
{\displaystyle {\ce {NaOH + CO -> HCOONa}}}
{\displaystyle {\ce {2HCOONa -> Na2C2O4 + H2 ^}}}
{\displaystyle {\ce {Na2C2O4 + 2H^+ -> H2C2O4 + 2Na^+}}}
Известен также метод получения щавелевой кислоты окислением ацетилена перманганатом калия в нейтральной среде при низкой температуре с последующей обработкой образующейся калиевой соли кислотой:
{\displaystyle {\ce {3C2H2 + 8KMnO4 -> 3K2C2O4 + 8MnO2v + 2KOH + 2H2O}}}
{\displaystyle {\ce {K2C2O4 + 2 H^+ -> H2C2O4 + 2 K^+}}}

## Физические свойства
Представляет собой бесцветные кристаллы. Кристаллизуется из водных растворов в виде дигидрата H2C2O4·2H2O. Гидрат хорошо растворим в воде и этиловом спирте. При выдерживании над концентрированной серной кислотой, теряет кристаллизационную воду. При 100°C полностью обезвоживается. После возгонки получаются игольчатые кристаллы, что плавятся при температуре 180°C и разлагаются выше этой температуры. Плотность дигидрата составляет 1,653 г/см3. Плотность безводного вещества составляет 1,90 г/см3(при 17°C).
Испарение раствора щавелевой кислоты и мочевины в молярном отношении 1 к 2 даёт твёрдое соединение состава H2C2O4·2CO(NH2)2.

## Химические свойства
Безводная кислота при температурах свыше 180 °C разлагается на оксид углерода(IV), оксид углерода(II) и воду:
{\displaystyle {\ce {H2C2O4 ->[t] H2O + CO + CO2}}}
Оксалат и гидрооксалат ионы являются хелатирующими ионами и могут образовывать комплексы с металлами, например:
{\displaystyle {\ce {Fe^3+ + 3C2O4^2- -> [Fe(C2O4)3]^3-}}}
Щавелевая кислота относительно сильная кислота по сравнению с другими карбоновыми кислотами:
{\displaystyle {\ce {H2C2O4 + H2O <=> HC2O4^- + H3O^+}}}, pKa = 1,25;
{\displaystyle {\ce {HC2O4^- + H2O <=> C2O4^2- + H3O^+}}}, pKa = 4,14.
Так, щавелевая кислота способна взаимодействовать с металлами, стоящими в электрохимическом ряду напряжений до водорода (однако некоторые из них при комнатной температуре могут быть пассивированы слоем нерастворимых оксалатов):
{\displaystyle {\ce {2Na + H2C2O4 -> Na2C2O4 + H2 ^}}}
{\displaystyle {\ce {2Al + 3H2C2O4 -> Al2(C2O4)3 + 3H2 ^}}}
Вытеснять из солей многие слабые кислоты:
{\displaystyle {\ce {Na2CO3 + H2C2O4 -> Na2C2O4 + H2O + CO2 ^}}}
{\displaystyle {\ce {2CH3COONa + H2C2O4 -> 2CH3COOH + Na2C2O4}}}
Сильные же кислоты вытесняют щавелевую из её солей:
{\displaystyle {\ce {Na2C2O4 + 2HCl -> H2C2O4 + 2NaCl}}}
Реагирует с основными оксидами и гидроксидами с образованием соответствующей соли и воды:
{\displaystyle {\ce {Na2O + H2C2O4 -> Na2C2O4 + H2O,}}}
{\displaystyle {\ce {Ba(OH)2 + H2C2O4 -> BaC2O4 v + 2H2O}}}.
Щавелевая кислота проявляет слабые восстановительные свойства. Например, при долгом кипячении с тетрахлорауратом(III) водорода или её солями, она способна восстановить их до металлического золота. Также способна восстанавливать сильные окислители, например, Mn(VII) до Mn(IV) или Mn(II) и Cr(VI) до Cr(III):
{\displaystyle {\ce {3 H2C2O4 + 2 H[AuCl4] -> 2 Au + 8 HCl + 6 CO2 ^}}}
{\displaystyle {\ce {5H2C2O4 + 2KMnO4 + 3H2SO4 -> 10CO2 ^ + 2MnSO4 + K2SO4 + 8H2O}}}
{\displaystyle {\ce {3H2C2O4 + K2Cr2O7 + 4H2SO4 -> 6CO2 ^ + Cr2(SO4)3 + K2SO4 + 7H2O}}}
Щавелевая кислота способна реагировать с аммиаком при нагревании в кислой среде с образованием оксамида и воды:
{\displaystyle {\ce {HOOC-COOH + 2NH3 -> H2NOC-CONH2 + 2H2O}}}
При недостаточной температуре реакция может протекать по-другому:
{\displaystyle {\ce {HOOC-COOH + 2NH3 -> H4NOOC-COONH4}}}
при этом в растворе вместо оксамида образуется оксалат аммония.
Реагирует с пентахлоридом фосфора с образованием дихлорангидрида щавелевой кислоты хлороводорода и оксихлорида фосфора:
{\displaystyle {\ce {HOOC-COOH + 2 PCl5 -> OClC-CClO + 2 HCl + 2 POCl3}}}.

## Применение
В лабораториях щавелевую кислоту применяют для получения хлороводорода и иодоводорода:
{\displaystyle {\ce {H2C2O4 + Cl2 -> 2HCl\, ^ + 2CO2 ^,}}}
{\displaystyle {\ce {H2C2O4 + I2 -> 2HI ^ + 2CO2 ^}}}.
Также щавелевая кислота используется для лабораторного синтеза диоксида хлора:
{\displaystyle {\ce {2KClO3 + H2C2O4 -> K2CO3 + 2ClO2 ^ + CO2 ^ + H2O}}}.
Щавелевая кислота и оксалаты находят применение в текстильной и кожевенной промышленности как протрава. Они служат компонентами анодных ванн для нанесения металлических покрытий — алюминия, титана и олова.
Щавелевая кислота и оксалаты являются реагентами, используемыми в аналитической и органической химии. Щавелевая кислота в частности применяется в окислительно-восстановительном и кислотно-основном титрованиях, ибо может стабильно сохранять точную химическую формулу H2C2O4·2H2O. Благодаря этому свойству, щавелевую кислоту используют для создания первичных стандартов.
Входит в составы для удаления ржавчины и оксидных плёнок на металлах.
Щавелевая кислота является важным реагентом в химии лантаноидов. Гидратированные оксалаты лантаноидов легко образуются в сильнокислых растворах в виде плотнокристаллической, легко фильтруемой взвеси, в значительной степени свободной от примесей иных элементов:
{\displaystyle {\ce {2 Ln^3+ + 3 H2C2O4 -> Ln2(C2O4)3 + 6 H^+}}}.
Пиролиз этих оксалатов даёт оксид металла.
Сложные эфиры щавелевой кислоты — диалкилоксалаты, главным образом диэтилоксалат и дибутилоксалат — применяются как растворители целлюлозы. Ряд сложных эфиров щавелевой кислоты и соединений группы замещённых фенолов используются как хемилюминесцентные реагенты.
Щавелевая кислота используется в пчеловодстве для защиты пчёл от паразитического клеща Варроа.

## Особенности обращения и физиологическое действие
Щавелевая кислота и её соли токсичны в высоких концентрациях. Некоторые оксалаты, в частности, оксалат кальция и оксалат магния, очень плохо растворимы в воде и оседают в почечных лоханках в виде конкрементов различного размера (в виде песка, камней), иногда — причудливой формы (так называемые «коралловые почечные камни»).
ПДК в воде водоёмов хозяйств бытового пользования — 0,5 мг/дм³. Лимитирующий показатель вредности — общесанитарный.
Щавелевая кислота вызывает ожоги при контакте с кожей либо при приёме внутрь.
Не является мутагеном или канцерогеном. Опасна в случае вдыхания пыли; опасна и чрезвычайно разрушительна по отношению к биологическим тканям слизистых оболочек и верхних дыхательных путей. Опасна в случае проглатывания в чистом виде; вызывает химические ожоги при контакте с кожей или попадании в глаза. Симптомы — чувство жжения, кашель, хрипы, ларингит, одышку, спазм, воспаление и отёк гортани, воспаление и отёк бронхов, пневмонит, отёк лёгких.
У людей щавелевая кислота при приёме перорально имеет минимальную летальную дозу (LDLo) 140—150 мг/кг.
Сообщалось, что смертельная оральная доза для человека составляет от 15 до 30 грамм.
Токсичность щавелевой кислоты обусловлена развитием почечной недостаточности, вызванной осаждением в почках твёрдого практически нерастворимого оксалата кальция, основного компонента камней в почках.
Щавелевая кислота также может вызывать боль в суставах из-за образования в них аналогичных отложений (аналогично подагре). Приём внутрь больших количеств этиленгликоля приводит к образованию щавелевой кислоты в организме в качестве метаболита этиленгликоля, что, в свою очередь, может привести к острой почечной недостаточности.